# Эпизод, где смотрят видео с выпускного бала
«Эпизод, где смотрят видео с выпускного бала» (англ. The One with the Prom Video) — четырнадцатый эпизод второго сезона, а также 38-й эпизод американского комедийного телесериала«Друзья» , который впервые транслировался на NBC 1 февраля 1996 года.
Эпизод посвящён отношениям Рэйчел и Росса, кульминация которых происходит после просмотра видео с выпускного бала. А Джоуи решил отблагодарить Чендлера и покупает для него не очень респектабельный подарок.
«Эпизод с видео с выпускного бала» был признан лучшим эпизодом «Друзей», премьера в 1996 году привлекла около 33 миллионов телезрителей, в интернете просмотры составили 1,6 млн. Он помещён на первую строчку списка в рейтинге Gawker среди всех 236 серий сериала.

## Сюжет
Джоуи теперь зарабатывает большие деньги, так как снимается в прайм-тайме. Он возвращает Чендлеру 812 долларов, а также дарит ему яркий золотой браслет с гравировкой «Моему лучшему другу», в благодарность за то, что тот платил за фотосессии и еду Джоуи. Чендлеру не нравится браслет, так как он похож на дешёвку, но и признаться в этом Чендлер не может.
Моника проходит собеседование в одном из ресторанов. Но проверка её профессиональных качеств переходит не в ту сторону и Моника уходит.
В квартире Моники сидят Чендлер, Росс и Фиби. Росс берёт трубку и принимает сообщение для Рейчел от какого-то Кейси. Он очень расстроен, потому что два месяца назад они с Рэйчел были так близки, а сейчас ничего этого нет. Фиби пытается приободрить Росса, говоря, что всё наладится, так как «она его лобстер»: «известно, что лобстеры связывают себя отношениями на всю жизнь и в старости ходят сцепившись клешнями», говорит Фиби, изображая сцепившихся лобстеров. Моника выходит из душа после отвратительного интервью. Фиби и Росс предлагают ей денег взаймы, в это время у Чендлера поблескивает браслет и друзья начинает над ним смеяться.
Вечером приходят родители Моники и приносят коробки с её старыми вещами, так как они решили превратить её комнату в спортзал (комната Росса осталась нетронута, так как в ней много наград и трофеев). Родители смотрят телевизор, Моника решила рассказать про увольнение, чтобы попросить денег, однако отец считает, что у Моники есть сбережения («10% от доходов идут в банк») и речь про заём не идёт.
Фиби и Чендлер сидят в Центральной кофейне, на Чендлера положила глаз прелестная девушка. Однако её спугивает браслет Чендлера. Он высказывается Фиби о браслете и это случайно слышит Джоуи.
Росс видит как Рэйчел разговаривает с парнем и пытается его отвести от Рэйчел. Она злится, Росс рассказывает историю про лобстеров, но Рэйчел говорит ему, что им никогда не быть вместе.
Чендлер и Джоуи ссорятся дома, Чендлер понимает, что потерял браслет. Он приходит в кофейню с новым браслетом за 400 $, который ему пришлось купить. Тут же Рэйчел показывает, что нашёлся старый браслет - теперь у Чендлера два браслета. Заходит Джоуи, и Чендлер говорит, что второй браслет для него, как атрибут вечной дружбы - они теперь «браслетные друзья».
После ухода родителей Росс даёт Монике деньги в долг, а Фиби разбирает коробки Моники. Она находит её детский купальник большого размера, Чендлер предполагает, что им накрывали штат Коннектикут во время дождя. Находится также и старая кассета с выпускного бала Моники и Рэйчел: на ней крупная Моника, Рэйчел до ринопластики и Росс с обильной шевелюрой. Девчонки собираются на выпускной бал, но парень Рэйчел, Чип Мэтьюз, опаздывает. Рэйчел расстроена, так как не может идти на бал одна. Моника отказывается идти на выпускной вечер без неё. Миссис Геллер убеждает Росса надеть смокинг своего отца и отвести Рэйчел на выпускной вечер. Росс сначала не хочет, но позже соглашается. Но к тому времени, когда он оделся, приходит Чип и девочки убегают на бал. Видео заканчивается тем, что разочарованный и подавленный Росс стоит в смокинге и с букетом в руках.
Рэйчел, тронутая жестом Росса, встаёт и целует его, прощая ему его ошибки. Фиби говорит: «Видите, он её лобстер!»
Когда все расходятся Моника продолжает смотреть кассету. Видео, где Моника танцует с отцом, прерывается, и начинается запись родителей, когда те занимаются любовью. Моника в ужасе выключает телевизор.

## В ролях

### Основной состав
- Дженифер Энистон — Рэйчел Грин
- Кортни Кокс — Моника Геллер
- Лиза Кудроу — Фиби Буффе
- Мэт Леблан — Джоуи Триббиани
- Мэтью Перри — Чендлер Бинг
- Девид Швимер — Росс Геллер

### Эпизодические роли
- Эллиотт Гулд — Джек Геллер
- Кристина Пиклз — Джуди Геллер
- Патрик Керр — менеджер ресторана, куда хотела устроиться Моника
- Майкл Бауэр — Рой Гудлик (парень Моники на выпускной бал)
- Лу Торнтон — Гэйл, девушка из кафе

## Производство

### Особенности сценария
- Авторы сериала не позволили Россу и Рэйчел связать отношения в течение первого сезона, в конечном итоге, объединив их только во втором сезоне в «Эпизоде, где Росс выясняет», и только чтобы снова разделить их в следующем эпизоде.
- Сценарист Алекса Юнг включила примеры из своей жизни в сценарий, в частности, слова Фиби, что Росс и Рэйчел «лобстеры» (однажды такую вещь сказал муж Юнг)[6].
- Первоначальный сценарий предполагал показ «Всех моих детей» на заднем плане видео с выпускного бала в фоновом режиме, а именно сцену с персонажем «Брюса», которого играл Гантер (и о котором рассказывается в серии «Эпизод, где Эдди не хочет выселяться»)[7].

### Костюмы и грим для записи на видеокассете
Энистон, Кокс и Швиммер носили специальные костюмы и грим для видео с выпускного бала. Энистон носила фальшивый нос, Швиммер усы и афро-прическу, а Кокс — «толстый костюм».
Хотя из предыдущих серий было понятно, что Моника росла крупным ребёнком, это было первое появление на экране «Толстой Моники» («толстый костюм» позже появлялся и в других эпизодах). Когда Кокс впервые надела свой костюм, Мэтью Перри прошёл мимо, не узнав её.
Большой нос Рэйчел был включён, так как Юнг считала, что персонажи «так хорошо выглядели, что нужно было сделать какую-то реальную линию в их прошлом».
Сначала Швиммер не хотел носить афро-парик и усы, потому что думал, что он будет выглядеть как Гейб Каплан из «С возвращением, мистер Коттер» (сходство упомянуто в оригинальной озвучке эпизода). Позже Швиммер согласился, акцентируя внимание на замкнутости и ранимости героя.

### Музыка
В видео на кассете Росс играет «Axel F» Гарольда Фальтермаера на музыкальной клавиатуре.
В эпизоде играет песня Криса Айзека Wicked Game. Примечательно, что Крис Айзек играл роль парня Фиби в предыдущем эпизоде сериала.

## Приём
В оригинальном вещании США данный эпизод просмотрело 33,6 млн телезрителей, также его посмотрели 1,6 миллиона человек в Интернете. Эпизод популярен среди поклонников сериала и на DVD-выпусках. Также этот эпизод является фаворитом Швиммера, которому нравились комедийные и эмоциональные корни отношений Росса и Рэйчел, и перепалка между Моником и Чандлером, когда она защищала свой вес на видео.

### Оценка
В опросе, проведённом незадолго до финала сериала, «Эпизод с видео с выпускного бала» был признан лучшим эпизодом «Друзей». Entertainment Weekly присваивает эпизоду оценку «А», приветствуя возвращение Берроуза в качестве режиссёра и назвав видео на кассете «остроумным развитием персонажей, замаскированное под стандартное воспоминание».
В 1997 году TV Guide присвоил этому эпизоду сотую позицию в своём списке «100 величайших эпизодов всего времени».
Авторы «Friends like Us: Неофициальное руководство» пишут, что это «переломный момент в истории шоу» и «это признак хорошего шоу, когда они могут легко переключаться с комедии и пафоса на романтику в одной короткой сцене».
USA Today написали в 2004 году: «Если кто-либо хотел перевести «Друзей» из хорошего в великое, то это сделало «Видео с выпускного бала» и описывает эпизод как «гениальный, неожиданный поворот».
В 2014 году Gawker опубликовал проранжированный список всех эпизодов «Друзей» от 236 до 1. «Эпизод, где смотрят видео с выпускного бала» был признан лучшим эпизодом и занял первое место в списке. В аналогичном рейтинге Digital Spy данный эпизод также занимает высокое 7-е место.